# کم‌عمق (ترانه لیدی گاگا و بردلی کوپر)
«کم‌عمق» (به انگلیسی: Shallow) تک‌آهنگی از لیدی گاگا، خواننده آمریکایی و بردلی کوپر، بازیگر و فیلمساز آمریکایی است که در ۲۷ سپتامبر ۲۰۱۸ توسط اینتراسکوپ رکوردز منتشر شده‌است. این ترانه توسط لیدی گاگا، مارک رانسون، اندرو وایات و آنتونی روسماندو نوشته شده‌است و در فیلم ستاره‌ای متولد شده‌است استفاده گردیده‌است.
این آهنگ برنده دو جایزه گرمی، یک گلدن گلوب و یک اسکار شده‌است.